# Júlio Sérgio
Júlio Sérgio Bertagnoli, noto semplicemente come Júlio Sérgio (Ribeirão Preto, 8 novembre 1978), è un allenatore di calcio ed ex calciatore brasiliano, di ruolo portiere.

## Biografia
Grazie alle radici dei nonni, originari di Ripa Teatina in provincia di Chieti, ha ottenuto la cittadinanza italiana.
Il 27 luglio 2025, Júlio Sérgio ha annunciato la scomparsa di suo figlio di 15 anni, Enzo Bertagnoli, deceduto dopo una lunga battaglia contro un tumore cerebrale diagnosticatogli nel 2020.

## Carriera

### Club

#### L'esordio in Brasile
Inizia la sua carriera in Brasile, prima al Botafogo, in seguito nella Juventude, al Santos e infine di nuovo alla Juventude.

#### Il trasferimento alla Roma
Nel gennaio del 2006 viene dapprima preso in prova e successivamente tesserato dalla Roma su segnalazione dell'ex centrale difensivo Zago, firmando un contratto fino al 30 giugno 2010. Júlio Sérgio non viene impiegato in nessuna partita ufficiale nelle sue prime tre stagioni con la Roma.
Il tecnico Luciano Spalletti lo ha definito "il miglior terzo portiere del mondo".
Infine, esordisce in Serie A il 30 agosto 2009, alla sua quarta stagione in giallorosso, schierato fin dal primo minuto stante l'indisponibilità del titolare Doni e viste le non brillantissime prestazioni di Artur, in  Genoa-Roma (3-2). Nonostante i tre gol subiti e le dimissioni di Spalletti, viene schierato sempre più spesso in campo, fino a quando, complici un infortunio nella gara contro il Napoli ed il ritorno di Doni, torna in panchina. Quest'ultimo si infortuna nuovamente in Roma-Fulham, partita di Europa League, e Júlio Sérgio entra nel secondo tempo a sostituire il connazionale. Dopo Inter-Roma, in cui viene schierato titolare, scavalca nelle gerarchie il connazionale Doni, diventando il portiere titolare.
Il 6 dicembre 2009, nel derby contro la Lazio, si rende protagonista di una difficile parata su Stefano Mauri, grazie alla quale viene interrotta la serie negativa della Roma che subiva almeno un gol in una gara di campionato dal 3 maggio 2009 nella gara contro il Chievo. Continua la stagione mantenendo una delle migliori media-voto della Serie A e rivelandosi decisivo anche nel derby di ritorno, il 18 aprile 2010, dove intercetta il calcio di rigore di Floccari sul punteggio di 1 a 0 per la Lazio che permette alla Roma di ribaltare il risultato (1-2). Il 31 maggio 2010 la Roma ufficializza il prolungamento del contratto del portiere paulista con i giallorossi fino al 30 giugno 2014.
Il 23 settembre 2010 si infortuna alla caviglia al 90' della partita Brescia-Roma 2-1. La squadra però, avendo finito i cambi, non può cambiare il portiere, che decide di restare in campo nei 6 minuti finali nonostante la lesione accusata e i forti dolori.
Si rende nuovamente protagonista al Derby con un intervento decisivo, sul risultato di 1-0 per i giallorossi, su Hernanes. Il 19 gennaio 2011, nell'ottavo di finale di Coppa Italia contro la Lazio, è protagonista di una parata sulla linea di porta salvando la Roma (ancora sullo 0-0, partita terminata 2-1 per i giallorossi). Dal 21 febbraio, in seguito alle dimissioni di Claudio Ranieri, è retrocesso a secondo portiere dal neo-allenatore Vincenzo Montella, il quale gli preferisce Doni.

#### Lecce
Il 28 luglio 2011, passa in prestito al Lecce. La sua avventura salentina è sfortunata: prima perde il posto da titolare a vantaggio di Massimiliano Benassi, poi si infortuna, chiudendo anticipatamente la stagione, per una lesione del legamento crociato anteriore del ginocchio destro.

#### Il ritorno alla Roma
Finito il prestito torna alla Roma, e va in Brasile con il permesso della società.
Successivamente viene reintegrato nella rosa dei capitolini. 
Il 4 dicembre 2013 il calciatore rescinde il contratto con la Roma, in scadenza per il 30 giugno 2014.
In totale con la Roma ha giocato 61 partite e subito 72 gol.

#### Il ritorno in Brasile al Comèrcial
Il 31 gennaio 2014 fa ritorno in patria firmando un contratto biennale con il Comèrcial, squadra brasiliana dove ha già militato nella stagione 2001-2002.

### Allenatore
Ha iniziato la sua carriera da allenatore nel 2015, sulla panchina del CRAC. Seguono, poi, diverse esperienze sempre in madrepatria, in Brasile.

## Statistiche

### Presenze e reti nei club
Statistiche aggiornate al 9 luglio 2013.
| Stagione        | Squadra         | Campionato | Campionato | Campionato | Coppe nazionali | Coppe nazionali | Coppe nazionali | Coppe europee | Coppe europee | Coppe europee | altre coppe | altre coppe | altre coppe | totale | totale | totale |
| Stagione        | Squadra         | Comp       | Pres       | Reti       | Comp            | Pres            | Reti            | Comp          | Pres          | Reti          | Comp        | Pres        | Reti        | Pres   | Reti   |        |
| --------------- | --------------- | ---------- | ---------- | ---------- | --------------- | --------------- | --------------- | ------------- | ------------- | ------------- | ----------- | ----------- | ----------- | ------ | ------ | ------ |
| 2006-2007       | Roma            | A          | 0          | 0          | CI              | 0               | 0               | UCL           | 0             | 0             | SI          | 0           | 0           | 0      | 0      |        |
| 2007-2008       | Roma            | A          | 0          | 0          | CI              | 0               | 0               | UCL           | 0             | 0             | SI          | 0           | 0           | 0      | 0      |        |
| 2008-2009       | Roma            | A          | 0          | 0          | CI              | 0               | 0               | UCL           | 0             | 0             | SI          | 0           | 0           | 0      | 0      |        |
| 2009-2010       | Roma            | A          | 30         | -29        | CI              | 2               | -2              | UEL           | 5             | -3            | -           | -           | -           | 37     | -34    |        |
| 2010-2011       | Roma            | A          | 19         | -31        | CI              | 2               | -1              | UCL           | 3             | -6            | SI          | 0           | 0           | 24     | -38    |        |
| 2011-2012       | Lecce           | A          | 10         | -12        | CI              | 1               | -2              | -             | -             | -             | -           | -           | -           | 11     | -14    |        |
| 2012-2013       | Roma            | A          | 0          | 0          | CI              | 0               | 0               | -             | -             | -             | -           | -           | -           | 0      | 0      |        |
| ago.-dic. 2013  | Roma            | A          | 0          | 0          | CI              | 0               | 0               | -             | -             | -             | -           | -           | -           | 0      | 0      |        |
| Totale Roma     | Totale Roma     |            | 49         | -60        |                 | 4               | -3              |               | 8             | -9            |             | -           | -           | 61     | -72    |        |
| Totale Carriera | Totale Carriera |            | 59         | -72        |                 | 5               | -5              |               | 8             | -9            |             | -           | -           | 72     | -86    |        |

## Palmarès
- Campionato brasiliano: 2

Santos: 2002, 2004
- Coppa Italia: 2

Roma: 2006-2007, 2007-2008
- Supercoppa italiana: 1

Roma: 2007